# Eva Gancedo
Eva Fernández-Gancedo Huercanos (Madrid, 9 de diciembre de 1958), más conocida como Eva Gancedo, es una compositora española especializada en bandas sonoras de cine, ganadora de un premio Goya a la mejor música original y una Medalla del Círculo de escritores Cinematográficos a la mejor música.

## Biografía
Estudió en el Real Conservatorio Superior de Música de Madrid, después consiguió una beca Fullbright en el Berklee College of Music de Boston, donde obtuvo el Premio Fin de Carrera magna cum laude. Posteriormente estudió el método Kodaly en la Universidad de Esztergom, becada por el gobierno de Hungría.

### Trayectoria musical
Comenzó como miembro del grupo Las Lunares con las que actuó como telonera de Manzanita, Niña Pastori o Manolo Tena. En una actuación conoció el director de cine Ricardo Franco, quien la convenció para hacer la banda sonora de su película La buena estrella (1997), con la que fue la primera mujer en ganar el Goya a la mejor música original y la Medalla del Círculo de Escritores Cinematográficos a la mejor música. En 2000 volvió a obtener una Medalla a la mejor música para La reina Isabel en persona. Posteriormente ha trabajado para bandas sonoras de series de televisión como 7 vidas o Un lugar en el mundo.
Su principal actividad, sin embargo, se encuentra en la docencia. Ha sido profesora de armonía, composición y orquestación en la Escuela Municipal de Música de Alcobendas, profesora de la facultad de formación de magisterio de la Universidad Autónoma de Madrid y profesora de pedagogía y educación auditiva en el Centro Superior “Katarina Gurska” .

## Filmografía
- La buena estrella (1997)
- Lágrimas negras (1998)
- Cascabel (2000)
- Gitano (2000)
- La reina Isabel en persona (2000)
- Siete vidas (2001)
- Arderás conmigo (2002)
- Un lugar en el mundo (2003)
- La noche de mi hermano (2005)
- La mirada de Ouka Leele (2009)